# Manuel Torres (zapaśnik)
Manuel Alexander Torres (ur. 20 stycznia 1987) – wenezuelski zapaśnik walczący w stylu klasycznym. Zajął 31 miejsce na mistrzostwach świata w 2011. Ósmy na igrzyskach panamerykańskich w 2011. Srebrny medal mistrzostw panamerykańskich w 2013, igrzysk Ameryki Południowej w 2010 i igrzysk Ameryki Środkowej i Karaibów w 2010 roku.